# ミキシング
ミキシング (英:Mixing) とは、2つ以上の音響信号を混合・調整し、ひとつの音響信号を出力することである。ミキサーやミキシング・コンソールと呼ばれる装置で行う。入力に比べて出力されるトラック数が少ないのでトラック・ダウンと呼ばれることもある。

## 概要
最も基本的には、各トラックの音量（混合比率）、高音・中音・低音など周波数ごとの混合比率、ステレオ音響の左右のバランスなどを調整して出力する。素朴なミキシング装置ではこの程度しかできないものもある。
ミキシング装置にもよるが、ミキシング・コンソールなど大型・多機能の装置であれば、コンプレッサー、リミッター、 イコライザー等による音色加工、ダイナミクスや表情を加えたりする為にフェーダーでのレベル書き込みや、リバーブレーターやディレイなどの空間系エフェクターによる処理なども行われる。
出力は、2チャンネル・ステレオ、モノラル、5.1チャンネル・サラウンド、複数のトラックに配分されるSTEMミックスなど様々なトラック数がありうる。

### 調整する主な要素
音量
各トラックの音量バランスや音楽的ダイナミクスなどをフェーダーなどで調整する。
周波数特性
周波数特性をEQ、HPF、LPFなどで調整する。
ダイナミクス
リミッター、コンプレッサーなどのダイナミックレンジを操作するエフェクター類で音源のピーク操作や平均レベルなどを調整する。
エフェクト
リバーブレーター、コーラス、ディレイ、フランジャーなどの空間系エフェクターを用いて音像と空間を調整する。
定位
ステレオの場合にはL/R、サラウンドの場合にはL/C/R/Ls/Rs/Lfeなどへの配分とバランスを調整し、空間のどこに音を位置させるか決める。ミキシングによりバンドの各楽器ごとに聞こえる位置を調整したり、位置を入れ替えたり、分離することが可能であり、音は聞こえる位置が同じだと混じって聞こえてしまい個別に認識しづらいが、位置を分離することで聞き手の脳が個別の音として分けて認識することが可能になり、各パートの表現や意図を理解してもらい易くもなる。
以下、ミキシングを種類ごとに説明してゆく。

## モノラル・ミキシング
ミキシングコンソールに立ち上げられた複数のマイクからの音声を直接、または4チャンネル以上のマルチトラックレコーダーで録音された音声または音楽素材を1トラックまたは2トラックを1トラックとして束ねられたトラックにモノラル音源素材にする為のミキシング作業。現在でも放送用、映画用などにモノラルの素材としてミキシングされる事がある。
ステレオに定位された音声トラックよりも全てが同じ定位から再生されるため音声トラックの周波数特性や空気感などをバランス良くミキシングする必要性がある。左右のスピーカーの距離が離れてしまっているような再生環境があまり良くない場合でも、収録されている音声のミキシング・バランスはそれぞれのスピーカーから同じ物が出力されるため、どこで聴いていても音楽的バランスが変わらないというメリットがある。

## 2チャンネル・ミキシング
ミキシングコンソールに立ち上げられた複数のマイクからの音声を直接、または4チャンネル以上のマルチトラックレコーダーで録音された音声または音楽素材を2チャンネル・ステレオに対応する2トラック素材にする為のミキシング作業。音楽用のCDやSACD、放送用のステレオ音声など、ミキシングの中では一番多い作業スタイルとなっている。
音声トラックはステレオ・イメージの定位として捉えるためにエフェクトなどによりステレオ処理が行われたり、モノラル音声トラックはパン・ポットによってステレオ・イメージ中の任意の場所に定位するなどによって、モノラル・ミキシングでの楽器バランスと奥行きだけで配列される音楽バランスよりも左右の広がりや前後の定位など様々な表現が可能になってくる。

## 多チャンネル・ミキシング
ミキシングコンソールに立ち上げられた複数のマイクからの音声を直接、または4チャンネル以上のマルチトラックレコーダーで録音された音声または音楽素材を3チャンネル以上の多チャンネル素材にする為のミキシング作業。映画用または音楽用DVDなどの5.1ch以上の音声トラックを再生する目的でミキシングする場合には、C（センター）、L（左）、R（右）、Ls（左のサラウンド成分）、Rs（右のサラウンド成分）、Lfe（低音成分）に対応する6トラックのマルチ音源としてミキシングが行われる。
2チャンネル・ミキシングの様な確立されたセオリーが特に無いため、音像としての定位や空間などを自由に設計したミキシングが可能になっている。ホールなどでのライブやコンサートによる多チャンネル収録音源を使ったミキシングの際には、各音場でのオーディエンス位置による空間再現の整合的ミキシングになる事もある。マルチトラックレコーダー収録でのポピュラー音楽における音楽用多チャンネル・ミキシングでの可能性は無限大といっても良く、例えばLsからRへのパンニングや360度のラウンド・パンニングなど、他にも様々な表現方法に拡張することが出来る。
リバーブやディレイ等の空間系エフェクターの定位もサラウンド出力で音場内に定位させる事が出来るなど、設置されたスピーカー空間内での表現方法は多岐にわたる。
C（センター）定位の使い方は単独でセンター定位させたい場合などに使えるが、L/C/R用3台のスピーカーが必ずしも同一スペックになっているとは限らないので、L/Rのスピーカーを使ってセンター定位させるファントム・モノ成分でセンター定位させてC（センター）スピーカーには補助的にセンター定位させたい音声を加える手法もある。
低音用再生用のLfeに関しては他のL/C/R/Ls/Rsに比べコンシューマー側の再生環境を想像しにくい面があったり、Lfe用のスピーカーが設置されていない場合なども考慮して、ベースやバスドラムなどをLfeトラックだけに送るミキシングではなく、あくまでもL/C/R/Ls/Rsに定位させている音声トラック成分の中からLfe用に低音成分を付け加えるミキシング手法になる事が多い。
サラウンド成分としてのLs/Rsまたはさらにサラウンド・バック用のトラックがある場合などサラウンド成分に関しては発展途上でもあるのでL/C/R定位に比較すると未知の部分がまだ残るが、基本的には残響が後ろ側からリスナーを包み込むためのリバーブやホールなどのサラウンド成分を配置させる事が多い。音声トラックをサラウンド・トラックに定位させて音場を立体的に組める点ではサラウンド・トラックはとても有効なチャンネルとなってくるので、L/C/RとLs/Rsを同列に捉えてミキシングする手法も多く取り入れられている。

## ステム・ミックス
制作の途中段階において、関連のあるトラック群をあらかじめミックスしたもの、またこれらを利用するミキシング技法。例えば複数のトラックに収録された音声をパート毎にまとめ、ミックスしておくといった技法をいう。トラックの数が莫大な場合などに、いっぺんにすべてのトラックをミックスせず、ステム・ミックスを利用することで、ミキシング作業を容易にする。
従来、ステム・ミックスは公開されないが、一部のアーティストは個別のパートの鑑賞やリミックスができるステム・ミックスを公開している。

## リミックス
リミックスとは、一度ミキシングした音楽を再度バージョン違いへのミキシングや、質感・楽器バランスの調整の為にもう一度この作業をやり直す作業の事。各音声トラックのミキシング作業自体はリミックスも通常のミキシングも全く同じであるが、新たな素材を付け加えたり元の素材と入れ替えたりするなど、楽曲のサイズや進行なども変えるケースがあり、リミックスの定義は多種多様となる。
ミキシング後に行われる音声調整としてのマスタリング作業を再度行うリマスタリング工程よりも、ミキシングそのものをやり直す為に音質の変化やバランスへ細かく再調整が行えるため、ミキシングのオリジナル・バージョンとの差を劇的に変える事も可能になる。
元々は同じ楽曲、アルバムが複数の国で発売される際にその国からのオーダーに合わせたバランス（モノラルからステレオなど）に変更したり、シングル盤とアルバム盤に収録されるミックスで微妙なバランス違いを作る等の意図で行われていた。ビートルズの本国イギリス盤と輸出先のアメリカ盤での違い等が分かりやすい例である。
オリジナル・バージョン発表から時間が経ち、音量バランスのとり方や編集技術の変化、音質傾向の流行の違いなどマーケットの要望に伴い、ベスト・アルバムとして発表する際に同時代の音質に合わせる為や時代ごとに異なる各楽曲の音質統一の為にも行われるようになった。1960年代〜1980年代等、古い時代の大物アーティストの作品ではベスト盤に限らずオリジナル・アルバムまでもリミックスされるケースもある。ビートルズの『ヘルプ!』と『ラバー・ソウル』がCD化の際にジョージ・マーティンによって4チャンネルのマルチトラックから新たなステレオ版にリミックスされているのが代表的な例である。但し旧譜の場合にはリミックスよりもデジタルリマスター（リマスタリング）の方が圧倒的に多く、リミックスされるのはむしろ稀である。
現在では上記の原義を超え、オリジナル・バージョンから全く違う音を加えたり元の素材を大幅に削除するなど積極的に改変し、全く別のバージョンを作成するという意味でもこの用語は用いられている。「ダンス・リミックス」、「トランス・リミックス」等のように多産的に発表されることも多い。一般的にはこの派生の意味の方が広まっている。この意味でのリミックスについてはリミックス、マッシュアップ及びダブの項を参照のこと。

## ギャラリー

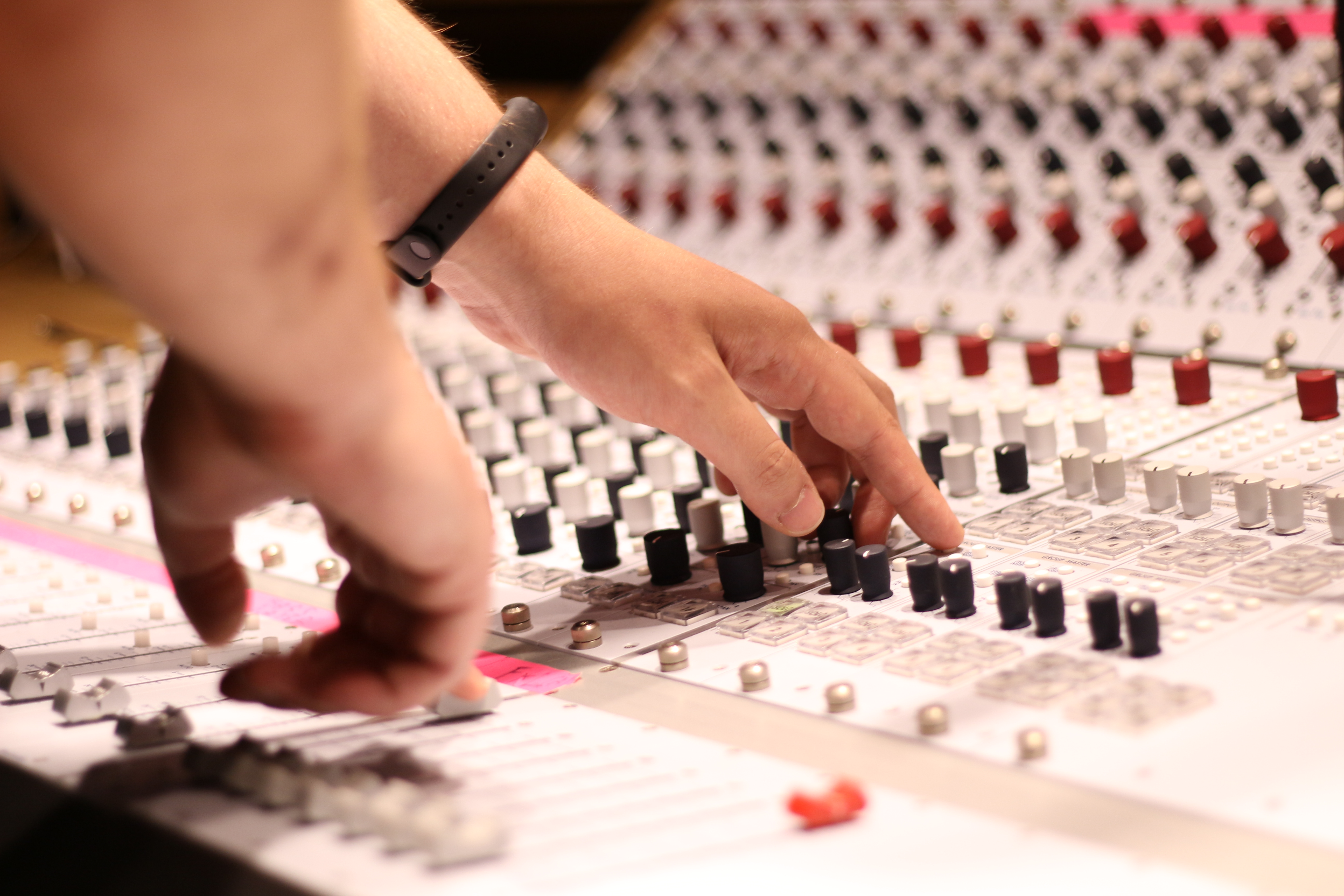
ミキシング・コンソールでの作業
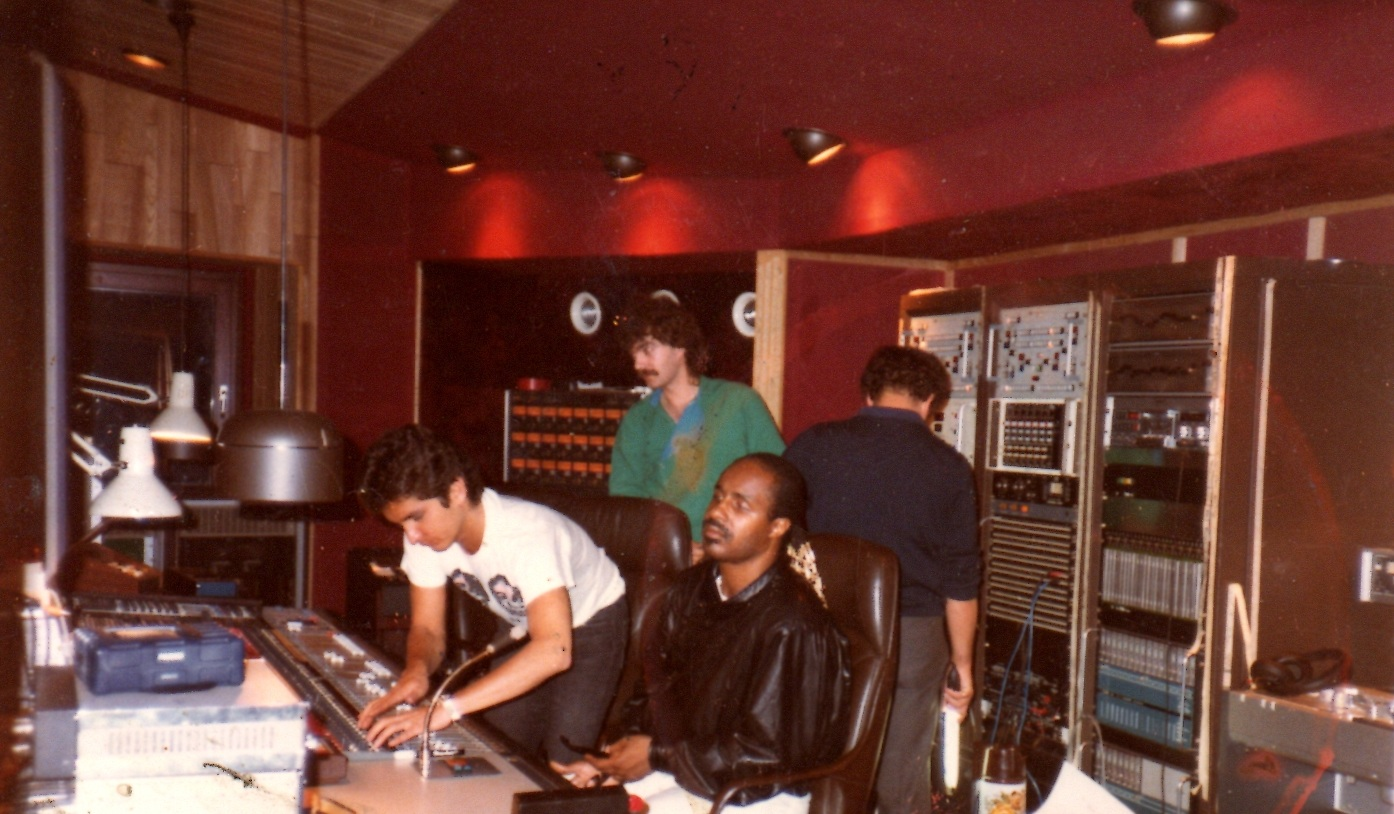
ミキシングの作業現場に同席するスティービー・ワンダー。1984年ドイツ、FRANK FARIAN Studios